# Акасіу
Акасіу Кордейру Баррету (порт. Acácio Cordeiro Barreto, нар. 20 січня 1959, Кампус-дус-Гойтаказіс) — бразильський футболіст, що грав на позиції воротаря зокрема за клуб «Васко да Гама», а також національну збірну Бразилії, у складі якої — володар [[1989|Кубка Америки 1989 року]]. По завершенні ігрової кар'єри — тренер.

## Клубна кар'єра
У дорослому футболі дебютував 1977 року виступами за команду «Гойтаказ», в якій того року взяв участь у 0 матчах чемпіонату. 
Згодом з 1978 по 1982 рік грав у складі команд «Американо» та «Серрано», після чого приєднався до «Васко да Гама», в якому провів наступне десятиріччя кар'єри, виборовши за цей період титул чемпіона Бразилії, тричі ставав переможцем Ліги Каріока.
Протягом 1991—1995 років захищав кольори «Тірсенсе» та португальського «Бейра-Мар».
Завершив ігрову кар'єру 1995 року виступами за «Мадурейру».

## Виступи за збірну
Не маючи досвіду виступів за національну збірну Бразилії, був включений у статусі резервного гравця до її заявки на Кубок Америки 1983 року.
Лише 1986 року дебютував в офіційних матчах у складі збірної. Протягом кар'єри у національній команді, яка тривала 5 років, провів у її формі лише 6 матчів, у яких пропустив 6 голів. Протягом усієї кар'єри у збірній був резервним голкіпером. Не зміг поборотися за місце основного воротаря національної команди після відходу її багаторічного голкіпера Емерсона Леао, урешті-решт програвши конкуренцію молодшому Клаудіо Таффарелу.
У складі збірної також був учасником домашнього розіграшу Кубка Америки 1989 року, на якому господарі здобули титул континентальних чемпіонів, також чемпіонату світу 1990 року в Італії.

## Кар'єра тренера
Розпочав тренерську кар'єру, повернувшись до футболу після тривалої перерви, 2009 року, увійшовши до тренерського штабу клубу «Сеара». Згодом був помічником головного тренера у «Васко да Гама».
На початку 2010-х тренував команди «Американо» та «Оларія», а протягом частини 2018 року виконував обов'язки головного тренера «Мадурейри».

## Титули і досягнення
- Чемпіон Бразилії (1):

«Васко да Гама»: 1989
- Переможець Ліги Каріока (3):

«Васко да Гама»: 1982, 1987, 1988
- Володар Кубка Америки (1): 1989
- Срібний призер Кубка Америки (1): 1983